# Општина Куернавака (Морелос)
Куернавака (шп. Cuernavaca) општина је у Мексику у савезној држави Морелос. Општина се налази на надморској висини од 1511 м.

## Становништво
Према подацима из 2010. у општини је живело 365168 становника.

### Хронологија
| Година       | 2000                     | 2005                     | 2010                     |
| ------------ | ------------------------ | ------------------------ | ------------------------ |
| Становништво | 338706 (160759 / 177947) | 349102 (165238 / 183864) | 365168 (172901 / 192267) |

### Попис
| \| \| м \| \| \| ж \| \| 0—2 \| 7.703 \| \| \| 7.527 \| \| 3—5 \| 8.543 \| \| \| 8.110 \| \| 6—11 \| 17.873 \| \| \| 17.203 \| \| 12—14 \| 8.883 \| \| \| 9.023 \| \| 15—17 \| 9.541 \| \| \| 9.630 \| \| 18—24 \| 21.326 \| \| \| 22.539 \| \| 60+ \| 17.878 \| \| \| 23.562 \| \| Просек : \| 31,2 \| \| \| 32,9 \| |        |  |  |        |
| |        |  |  |        |
| | м      |  |  | ж      |
| 0—2 | 7.703  |  |  | 7.527  |
| 3—5 | 8.543  |  |  | 8.110  |
| 6—11 | 17.873 |  |  | 17.203 |
| 12—14 | 8.883  |  |  | 9.023  |
| 15—17 | 9.541  |  |  | 9.630  |
| 18—24 | 21.326 |  |  | 22.539 |
| 60+ | 17.878 |  |  | 23.562 |
| Просек : | 31,2   |  |  | 32,9   |

| #   | Индикатор                                                                                        | Вредност |
| --- | ------------------------------------------------------------------------------------------------ | -------- |
| 1   | Становништво од 0 до 2 године                                                                    | 15230    |
| 2   | Мушко становништво од 0 до 2 године                                                              | 7703     |
| 3   | Женско становништво од 0 до 2 године                                                             | 7527     |
| 4   | Становништво са 3 и више година                                                                  | 335168   |
| 5   | Мушко становништво са 3 и више година                                                            | 157824   |
| 6   | Женско становништво са 3 и више година                                                           | 177344   |
| 7   | Становништво са 5 и више година                                                                  | 324187   |
| 8   | Мушко становништво са 5 и више година                                                            | 152194   |
| 9   | Женско становништво са 5 и више година                                                           | 171993   |
| 10  | Становништво са 12 и више година                                                                 | 283439   |
| 11  | Мушко становништво са 12 и више година                                                           | 131408   |
| 12  | Женско становништво са 12 и више година                                                          | 152031   |
| 13  | Становништво са 15 и више година                                                                 | 265533   |
| 14  | Мушко становништво са 15 и више година                                                           | 122525   |
| 15  | Женско становништво са 15 и више година                                                          | 143008   |
| 16  | Становништво са 18 и више година                                                                 | 246362   |
| 17  | Мушко становништво са 18 и више година                                                           | 112984   |
| 18  | Женско становништво са 18 и више година                                                          | 133378   |
| 19  | Становништво од 3 до 5 година                                                                    | 16653    |
| 20  | Мушко становништво од 3 до 5 година                                                              | 8543     |
| 21  | Женско становништво од 3 до 5 година                                                             | 8110     |
| 22  | Становништво од 6 до 11 година                                                                   | 35076    |
| 23  | Мушко становништво од 6 до 11 година                                                             | 17873    |
| 24  | Женско становништво од 6 до 11 година                                                            | 17203    |
| 25  | Становништво од 8 до 14 година                                                                   | 41692    |
| 26  | Мушко становништво од 8 до 14 година                                                             | 21046    |
| 27  | Женско становништво од 8 до 14 година                                                            | 20646    |
| 28  | Становништво од 12 до 14 година                                                                  | 17906    |
| 29  | Мушко становништво од 12 до 14 година                                                            | 8883     |
| 30  | Женско становништво од 12 до 14 година                                                           | 9023     |
| 31  | Становништво од 15 до 17 година                                                                  | 19171    |
| 32  | Мушко становништво од 15 до 17 година                                                            | 9541     |
| 33  | Женско становништво од 15 до 17 година                                                           | 9630     |
| 34  | Становништво од 18 до 24 године                                                                  | 43865    |
| 35  | Мушко становништво од 18 до 24 године                                                            | 21326    |
| 36  | Женско становништво од 18 до 24 године                                                           | 22539    |
| 37  | Женско становништво од 15 до 49 година                                                           | 100362   |
| 38  | Становништво са 60 и више година                                                                 | 41440    |
| 39  | Мушко становништво са 60 и више година                                                           | 17878    |
| 40  | Женско становништво са 60 и више година                                                          | 23562    |
| 41  | Однос између мушкараца и жена                                                                    | 89.93    |
| 42  | Становништво од нуле до 14 година                                                                | 84865    |
| 43  | Становништво од 15 до 64 године                                                                  | 236971   |
| 44  | Становништво од 65 година и више                                                                 | 28562    |
| 45  | Просечан број деце                                                                               | 1.96     |
| 46  | Становништво рођено у ентитету                                                                   | 215753   |
| 47  | Мушко становништво рођено у ентитету                                                             | 104453   |
| 48  | Женско становништво рођено у ентитету                                                            | 111300   |
| 49  | Становништво рођено у другом ентитету                                                            | 129262   |
| 50  | Мушко становништво рођено у другом ентитету                                                      | 58443    |
| 51  | Женско становништво рођено у другом ентитету                                                     | 70819    |
| 52  | Становништво од 5 година и више резидентно у ентитету у јуну 2005. године                        | 296910   |
| 53  | Мушко становништво старосног доба од 5 година и више, резидентно у ентитету у јуну 2005. године  | 138913   |
| 54  | Женско становништво старосног доба од 5 и више година, резидентно у ентитету у јуну 2005. године | 157997   |
| 55  | Становништво од 5 година и више које је живело у другом ентитету у јуну 2005. године             | 21991    |
| 56  | Мушко становништво старије од 5 година које је живело у другом ентитету у јуну 2005. године      | 10327    |
| 57  | Женско становништво старије од 5 година које је живело у другом ентитету у јуну 2005. године     | 11664    |
| 58  | Становништво од 3 године и више које говори аутохтони језик                                      | 4071     |
| 59  | Мушко становништво старо 3 године и више које говори аутохтони језик                             | 2009     |
| 60  | Женско становништво старо 3 године и више које говори аутохтони језик                            | 2062     |
| 61  | Становништво од 3 године и више које говори аутохтони језик и не говори шпански језик            | 23       |
| 62  | Мушко становништво старо 3 године и више које говори аутохтони језик и не говори шпански         | 9        |
| 63  | Женско становништво старо 3 године и више које говори аутохтони језик и не говори шпански језик  | 14       |
| 64  | Становништво старо 3 године и више које говори аутохтони језик и шпански                         | 3429     |
| 65  | Мушко становништво старо 3 године и више које говори аутохтони језик и шпански                   | 1681     |
| 66  | Женско становништво старо 3 године и више које говори аутохтони језик и шпански                  | 1748     |
| 67  | Становништво од 5 година и више које говори аутохтони језик                                      | 4034     |
| 68  | Становништво од 5 година и више које говори аутохтони језик и не говори шпански језик            | 20       |
| 69  | Становништво од 5 година и више које говори аутохтони језик и говори шпански језик               | 3408     |
| 70  | Становништво у домородачким домаћинствима                                                        | 8176     |
| 71  | Становништво са ограничењима у активностима                                                      | 15936    |
| 72  | Становништво са ограниченим ходањем или кретањем, горе или доле                                  | 9451     |
| 73  | Становници са ограничењима вида, чак и уз кориштење сочива                                       | 4427     |
| 74  | Становништво са ограничењима говора, комуникације или конверзације                               | 1407     |
| 75  | Становништво са ограниченим слухом                                                               | 2064     |
| 76  | Становништво са ограничењима при одевању, купању или јелу                                        | 1135     |
| 77  | Становништво са ограничењима у опажању или учењу једноставних ствари                             | 846      |
| 78  | Становништво са менталним ограничењима                                                           | 1548     |
| 79  | Становништво без ограничења активности                                                           | 332826   |
| 80  | Становништво од 3 до 5 година које не похађа школу                                               | 6052     |
| 81  | Мушко становништво од 3 до 5 година које не похађа школу                                         | 3121     |
| 82  | Женско становништво од 3 до 5 година које не похађа школу                                        | 2931     |
| 83  | Становништво од 6 до 11 година које не похађа школу                                              | 943      |
| 84  | Мушко становништво од 6 до 11 година које не похађа школу                                        | 507      |
| 85  | Женско становништво од 6 до 11 година које не похађа школу                                       | 436      |
| 86  | Становништво од 12 до 14 година које не похађа школу                                             | 1015     |
| 87  | Мушко становништво од 12 до 14 година које не похађа школу                                       | 588      |
| 88  | Женско становништво од 12 до 14 година које не похађа школу                                      | 427      |
| 89  | Становништво од 15 до 17 година похађа школу                                                     | 14614    |
| 90  | Мушко становништво од 15 до 17 година похађа школу                                               | 7069     |
| 91  | Женско становништво између 15 и 17 година живота у школи                                         | 7545     |
| 92  | Становништво од 18 до 24 године похађа школу                                                     | 17606    |
| 93  | Мушко становништво од 18 до 24 године похађа школу                                               | 8625     |
| 94  | Женско становништво од 18 до 24 године похађа школу                                              | 8981     |
| 95  | Становништво од 8 до 14 година које не може да чита и пише                                       | 655      |
| 96  | Мушко становништво старосног доба од 8 до 14 година које не може да чита и пише                  | 371      |
| 97  | Женско становништво старосног доби од 8 до 14 година које не може да чита и пише                 | 284      |
| 98  | Становништво од 15 година и више које је неписмено                                               | 8350     |
| 99  | Мушко становништво од 15 година и више које је неписмено                                         | 2816     |
| 100 | Женско становништво од 15 година и више које је неписмено                                        | 5534     |
| 101 | Становништво старо 15 и више година без школовања                                                | 11009    |
| 102 | Мушко становништво старо 15 и више година без школовања                                          | 4102     |
| 103 | Женско становништво старо 15 и више година без школовања                                         | 6907     |
| 104 | Становништво старосног доба 15 и више година са непотпуним основним образовањем                  | 18048    |
| 105 | Мушко становништво старосног доба од 15 година и више са непотпуном основним образовањем         | 7778     |
| 106 | Женско становништво старосног доба 15 и више година са непотпуном основним образовањем           | 10270    |
| 107 | Становништво старо 15 и више година са комплетним основним образовањем                           | 28750    |
| 108 | Мушко становништво старо 15 година и више са комплетним основним образовањем                     | 12466    |
| 109 | Женско становништво старо 15 и више година са комплетним основним образовањем                    | 16284    |
| 110 | Становништво старосног доба 15 и више година са непотпуним средњим образовањем                   | 10739    |
| 111 | Мушко становништво старосног доба од 15 година и више са непотпуним средњим образовањем          | 5821     |
| 112 | Женско становништво старосног доба од 15 година и више са непотпуним средњим образовањем         | 4918     |
| 113 | Становништво старо 15 и више година са пуним секундарном образовањем                             | 52953    |
| 114 | Мушко становништво старосног доба од 15 година и више са пуним секундарном образовањем           | 25229    |
| 115 | Женско становништво старосног доба од 15 година и више са пуним секундарном образовањем          | 27724    |
| 116 | Становништво старије од 18 година са постосновним образовањем                                    | 134860   |
| 117 | Мушко становништво старије од 18 година са постосновним образовањем                              | 63366    |
| 118 | Женско становништво старије од 18 година са постосновним образовањем                             | 71494    |
| 119 | Просечна оцена школовања                                                                         | 10.58    |
| 120 | Просечан ниво образовања мушке популације                                                        | 10.81    |
| 121 | Просечан ниво образовања женског становништва                                                    | 10.38    |
| 122 | Економски активно становништво                                                                   | 163342   |
| 123 | Економски активна мушка популација                                                               | 94689    |
| 124 | Економски активна женска популација                                                              | 68653    |
| 125 | Становништво које није економски активно                                                         | 119062   |
| 126 | Мушко становништво које није економски активно                                                   | 36128    |
| 127 | Женско становништво које није економски активно                                                  | 82934    |
| 128 | Запослено становништво                                                                           | 155941   |
| 129 | Запослено мушко становништво                                                                     | 89506    |
| 130 | Запослено женско становништво                                                                    | 66435    |
| 131 | Незапослена популација                                                                           | 7401     |
| 132 | Незапослена мушка популација                                                                     | 5183     |
| 133 | Незапослена женска популација                                                                    | 2218     |
| 134 | Становништво без права на здравствене услуге                                                     | 124219   |
| 135 | Становништво које има право на здравствене услуге                                                | 225477   |
| 136 | Становништво које има право на ИМСС                                                              | 135432   |
| 137 | Становништво које има право на социјално осигурање                                               | 29384    |
| 138 | Становништво које има право на државно социјално осигурање                                       | 1097     |
| 139 | Становништво које има право на опште осигурање или здравствено осигурање за нову генерацију      | 47566    |
| 140 | Становништво које је било једном или није било у браку током 12 година и више                    | 101020   |
| 141 | Венчано или уједињено становништво од 12 година и више                                           | 145589   |
| 142 | Становништво које је било у браку или уједињено 12 година и више                                 | 36363    |
| 143 | Становништво са католичком религијом                                                             | 280207   |
| 144 | Протестанти, еванђелисти и библијски следбеници различити од еванђелиста                         | 41078    |
| 145 | Становништво са другим религијама различитим од претходних                                       | 1177     |
| 146 | Становништво без религије                                                                        | 22759    |
| 147 | Укупно пописаних домаћинства                                                                     | 98100    |
| 148 | Пописна домаћинства на челу са мушкарцима                                                        | 67810    |
| 149 | Пописна домаћинства на челу са женама                                                            | 30290    |
| 150 | Становништво у пописним домаћинствима                                                            | 349022   |
| 151 | Становништво у пописним домаћинствима на челу са мушкарцима                                      | 256074   |
| 152 | Становништво у пописним домаћинствима на челу са женама                                          | 92948    |
| 153 | Укупно домаћинстава                                                                              | 132289   |
| 154 | Укупно насељених домаћинстава                                                                    | 103026   |
| 155 | Укупно приватних кућа                                                                            | 127363   |
| 156 | Насељени приватни домови                                                                         | 98100    |
| 157 | Укупно насељених приватних кућа                                                                  | 102961   |
| 158 | Ненасељене приватне куће                                                                         | 16388    |
| 159 | Појединачна домаћинства за привремену употребу                                                   | 12875    |
| 160 | Становници у насељеним приватним кућама                                                          | 349022   |
| 161 | Насељеност станара у приватним становима                                                         | 3.56     |
| 162 | Просечно становника по соби у приватним насељеним домаћинствима                                  | 0.86     |
| 163 | Појединачна домаћинства са подовима од различитих материјала од земље                            | 95422    |
| 164 | Појединачна домаћинства у приземљу                                                               | 2066     |
| 165 | Појединачна домаћинства са једном спаваћом собом                                                 | 29949    |
| 166 | Појединачна домаћинства са две спаваће собе и више                                               | 67829    |
| 167 | Појединачна домаћинства са једним собом                                                          | 6510     |
| 168 | Појединачна домаћинства са две собе                                                              | 12969    |
| 169 | Појединачна домаћинства са 3 собе и више                                                         | 78170    |
| 170 | Појединачна домаћинства која имају електрично светло                                             | 97575    |
| 171 | Појединачна домаћинства која немају електрично светло                                            | 241      |
| 172 | Појединачна домаћинства која имају водоводну воду у стамбеном простору                           | 92898    |
| 173 | Појединачна домаћинства која немају водоводну воду у стамбеном простору                          | 4733     |
| 174 | Појединачна домаћинства која имају тоалет                                                        | 97012    |
| 175 | Појединачна домаћинства која имају канализацију                                                  | 96841    |
| 176 | Појединачна домаћинства која немају канализацију                                                 | 641      |
| 177 | Појединачна домаћинства која имају електрично светло, довод воде из јавне мреже и канализацију   | 92141    |
| 178 | Појединачна домаћинства без икаквих услова                                                       | 403      |
| 179 | Појединачна домаћинства која имају радио                                                         | 85029    |
| 180 | Појединачна домаћинства која имају телевизор                                                     | 95630    |
| 181 | Појединачна домаћинства која имају фрижидер                                                      | 91168    |
| 182 | Појединачна домаћинства која имају машину за веш                                                 | 70825    |
| 183 | Појединачна домаћинства која имају аутомобил или комби                                           | 51858    |
| 184 | Појединачна домаћинства која имају рачунар                                                       | 47992    |
| 185 | Појединачна домаћинства која имају фиксну телефонску линију                                      | 67709    |
| 186 | Појединачна домаћинства која имају мобилни телефон                                               | 75492    |
| 187 | Појединачна домаћинства која имају приступ интернету                                             | 40885    |